# 肯塔基坝

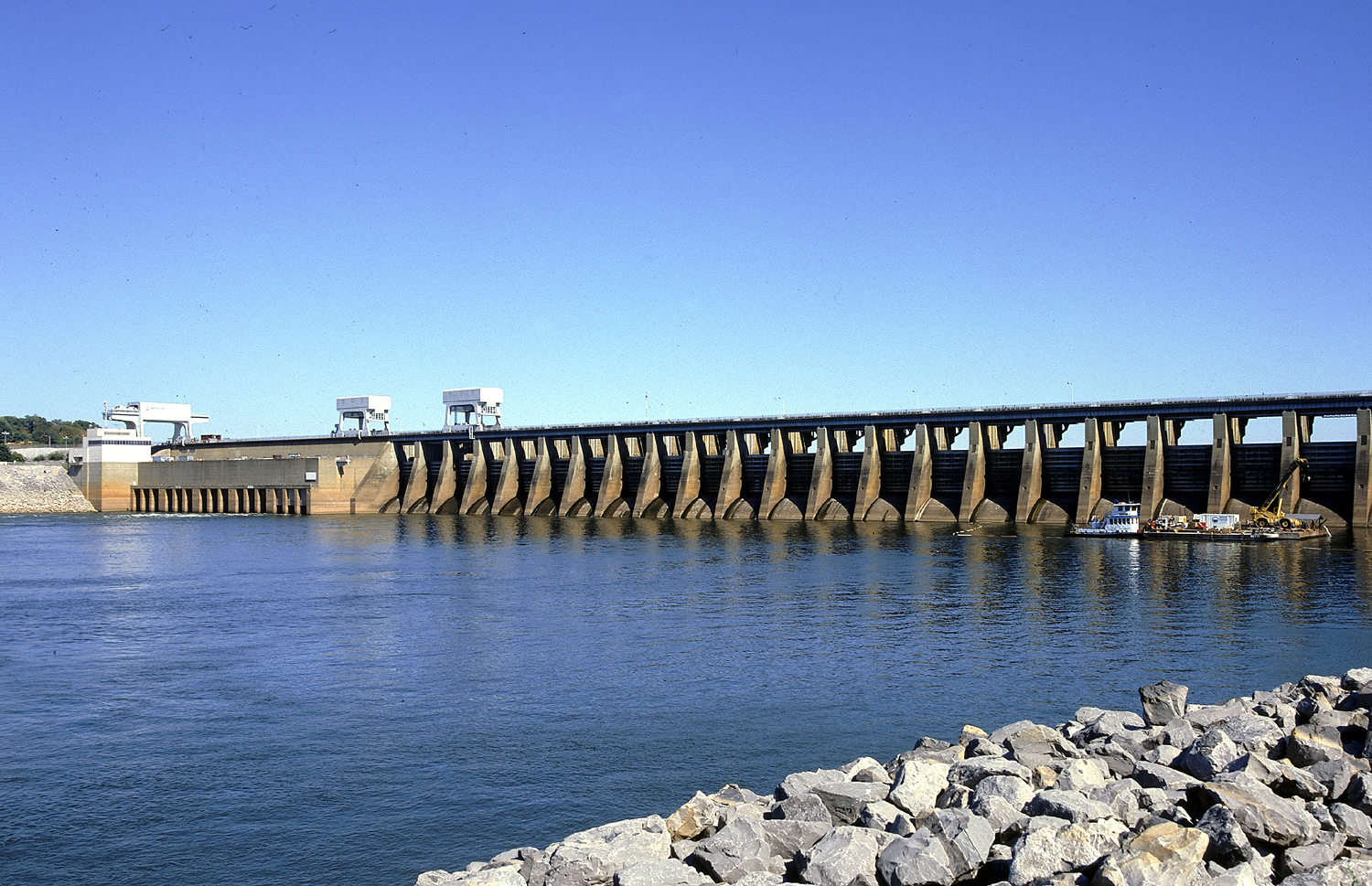
肯塔基坝

肯塔基坝（英語：Kentucky Dam）是田纳西河上的一座可用于水力发电的水坝，位于肯塔基州利文斯顿县和马歇尔县的交界位置。肯塔基坝建成于1930年代末到1940年代初的罗斯福新政时期，距离田纳西河注入俄亥俄河的河口大约22英里，这样可以改善田纳西河下游的航运，同时减少洪水期对俄亥俄河乃至密西西比河的影响。肯塔基坝由田纳西河谷管理局管辖和运营，是下属九座水坝中最位于下游的一座。其蓄水形成了面积达160000英亩的肯塔基湖，这是田纳西山谷管理局下属最大的水库，也是美国东部最大的人工湖。1996年，美国土木工程师协会将肯塔基坝列入历史性工程地标，2017年被列入国家史迹名录。

## 位置与容量
肯塔基坝南距肯塔基-田纳西州界约20英里，西北距肯塔基和伊利诺伊州界约10英里。高达206英尺，蓄水高度超过坝高的一半。长达8422英尺，是田纳西河上最长的水坝。肯塔基坝的发电容量达到223,100千瓦,其24开间溢洪道的总流量为1050000立方英尺/秒。通过船闸升降，船只可以克服75英尺的高差，通行于肯塔基湖和河流下游之间。由于驳船运输方便且电力价格低廉，卡尔弗特市附近的大坝下方已开发出一个大型化工厂工业综合体。